# 伊洛瓦底船队公司
伊洛瓦底船队公司（英語：Irrawaddy Flotilla Company，IFC），英国渡轮公司，在1865年至20世纪40年代末期经营缅甸伊洛瓦底江货运和客运，由苏格兰格拉斯哥的P·亨德森公司管理。20世纪20年代末，其内河船队规模为世界第一，拥有600多艘船只，年運載約800至900萬名乘客及125萬噸貨物。其总部设在仰光，注册地为格拉斯哥，在达拉设有船厂。

## 历史

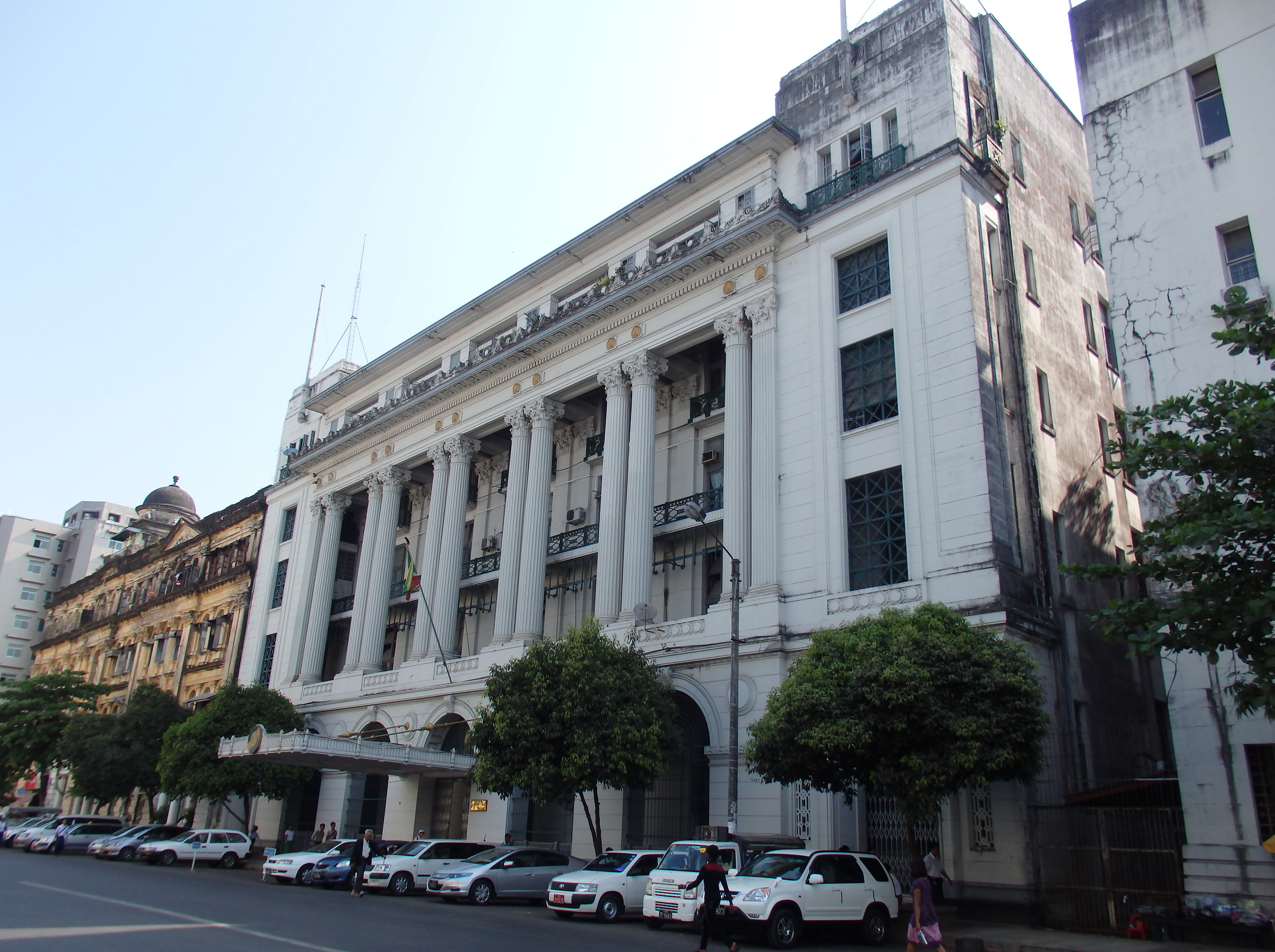
位于仰光的伊洛瓦底船队公司旧址，现为缅甸内河运输局（Inland Water Transport Board）

伊洛瓦底船队公司成立于1865年，时名为伊洛瓦底船队和缅甸汽船航运有限公司（Irrawaddy Flotilla and Burmese Steam Navigation Co Ltd），起初负责在伊洛瓦底江流域运输英军士兵，后来扩大经营江上客运及货运，航线覆盖仰光、卑谬、德耶、曼德勒，1868年又开通八莫航线。1875年更名为伊洛瓦迪船队公司。其船只主要是蒸汽外轮船，大部分是在苏格兰建造，在缅甸组装。
伊洛瓦底船队公司还负责为仁安羌和稍埠的油田运输重型装备等物资。尽管进入20世纪后，曼德勒已有铁路连通，但由于铁路行经錫唐河，而非伊洛瓦底江，该公司仍维持其在缅甸交通的重要地位。
二战期间，日本入侵缅甸，船队经理约翰·莫顿（John Morton）下令拆毁全部船只，避免其落入日军之手。1948年，缅甸独立，该公司重组为政府内陆水运局（Government Inland Water Transport Board）。